# Karrot Kommando
Karrot Kommando – polska niezależna agencja wydawnicza utworzona w 2005 przez Piotra Maślankę. Zajmuje się wydawaniem płyt, organizacją koncertów i managementem zespołów z kręgu muzyki reggae i folk.

## Impresariat
- Ayarise
- Ba-Lan Soundsystem
- Dancehall Masak-Rah
- Duberman
- EastWest Rockers
- Managga
- Mitch & Mitch
- Pablopavo
- Paprika Korps
- Polemic
- Ragana
- Ras Luta
- Soomood
- Świetliki
- The Band Of Endless Noise
- Vavamuffin
- Zjednoczenie Soundsystem
- Żywiołak